# Pardosa shuangjiangensis
Pardosa shuangjiangensis is een spinnensoort in de taxonomische indeling van de wolfspinnen (Lycosidae).
Het dier behoort tot het geslacht Pardosa. De wetenschappelijke naam van de soort werd voor het eerst geldig gepubliceerd in 1997 door Chang-Min Yin et al..